# Danse Baishou
La danse Baishou (chinois : 摆手舞 ; pinyin : bǎishǒu wǔ ; litt. « danse des mains qui balancent ») ou encore danse baishou des Tujias (土家摆手舞, tǔjiā bǎishǒu wǔ) est une danse typique des Tujias, une minorité du centre de la République populaire de Chine. Cette tradition est une danse de groupe qui a probablement environ 500 ans. La danse utilise 70 gestes rituels, représentant des thèmes comme la guerre, l'agriculture, la chasse, la cour ou d'autres aspects de la vie traditionnelle.
Un record a été effectué et conservé par le livre Guinness des records, dans le xian autonome tujia et miao de Youyang, le 3 octobre 2010 où 100 180 participants ont dansé dans 42 lieux différents pendant 13 minutes la danse Baishou de la minorité Tujia.